# アレーナ・ガリバルディ - スタディオ・ロメオ・アンコネターニ
アレーナ・ガリバルディ - スタディオ・ロメオ・アンコネターニ（Arena Garibaldi - Stadio Romeo Anconetani）は、イタリア・トスカーナ州ピサにあるスタジアム。主にサッカーの試合に利用され、ACピサ1909がホームスタジアムとしている。

## 概要
以前の名称はアレーナ・ガリバルディのみだったが、1999年に亡くなったACピサの元会長ロメオ・アンコネターニの功績を称え、2001年から現在の名称になっている。